# Robinson Canó
Robinson José Canó Mercede (San Pedro de Macorís, 22 de outubro de 1982) é um beisebolista dominicano. Atualmente joga pelo San Diego Padres da Major League Baseball. Ele fez parte do time campeão da World Series de 2009 pelo New York Yankees.
Foi eleito o melhor jogador no Clássico Mundial de Beisebol de 2013.[carece de fontes?]